# Villameca
Villameca es una localidad del municipio leonés de Quintana del Castillo, en la Comunidad Autónoma de Castilla y León. El pueblo se encuentra a orillas del río Tuerto y a los pies de la presa del embalse de Villameca.
La iglesia está dedicada a la Natividad de Nuestra Señora.

## Localidades limítrofes
Confina con las siguientes localidades:
- Al norte con el embalse de Villameca.
- Al este con Donillas.
- Al suroeste con Porqueros.
- Al oeste con Culebros.

## Demografía
Evolución de la población
| Gráfica de evolución demográfica de Villameca entre 2000 y 2017    |
|                                                                    |
| Población de derecho (2000-2017) según el padrón municipal del INE |

## Historia

### sigloXIX
Así se describe a Villameca en la página 187 del tomo XVI del Diccionario geográfico-estadístico-histórico de España y sus posesiones de Ultramar, obra impulsada por Pascual Madoz a mediados del siglo XIX:

VILLAMECA

Lugar en la provincia de León, partido judicial y diócesis de Astorga, audiencia territorial y capitanía general de Valladolid, ayuntamiento de Sueros.
Situado en llano, su clima es bastante saludable.
Tiene 24 casas; iglesia parroquial (Santa María), matriz de Donillas, servida por un cura de ingreso y libre provisión; y buenas aguas potables.
Confina con Requejo, el anejo, Castro, Abano y la Veguellina y Palaciosmil.
El terreno es de ínfima calidad.
Producciones: centeno, patatas y pastos; cría ganados y alguna caza.
Población: 23 vecinos, 119 almas.

Contribución: con el ayuntamiento.